# Konciliet i Kartago
Konciliet i Kartago år 397 var, tillsammans med det tidigare Konciliet i Hippo år 393, det kyrkomöten då Bibelns kanon fastställdes.
Böckerna som den 28 augusti 397 i Karthago fastställdes ingå i Bibeln var:

## Gamla Testamentet
- 1-5 Mosebok
- Josua
- Domarboken
- Rut
- 1-4 Konungaböckerna:

1-2 Samuel
1-2 Kung
- 1-2 Paralipomenon:

1 Krön
2 Krön
- Job
- Psaltaren
- 1-5 Salomo:

Ordspråksboken
Predikaren
Höga Visan
Vishetens bok
Jesus Syraks vishet
- De mindre profeterna:

Hosea
Joel
Amos
Obadja
Jona
Mika
Nahum
Habackuk
Sefanja
Haggai
Sakarja
Malaki
- Klagovisorna
- Baruk
- Jesaja
- Jeremia
- Daniel
- Hesekiel
- Tobit
- Judit
- Ester
- 1-2 Esra:

Esra
Nehemja
- 1-2 Mack:

1 Mackabéerboken
2 Mackabéerboken

## Nya Testamentet
- 4 Evangelier:

Matteus
Markus
Lukas
Johannes
- Apostlagärningarna,
- 13 brev från aposteln Paulus:

Romarbrevet
2 brev till Korintierna
Galaterbrevet
Efesierbrevet
Filipperbrevet
Kolosserbrevet
Första och andra Thessalonikerbrevet
2 brev till Timoteos
Titusbrevet
Filemonbrevet
- Hebreerbrevet
- Första och andra Petrusbrevet
- 3 brev från Johannes
- Jakobs brev
- Judas brev
- Johannesapokalypsen (Uppenbarelseboken)